# Barda górnicza

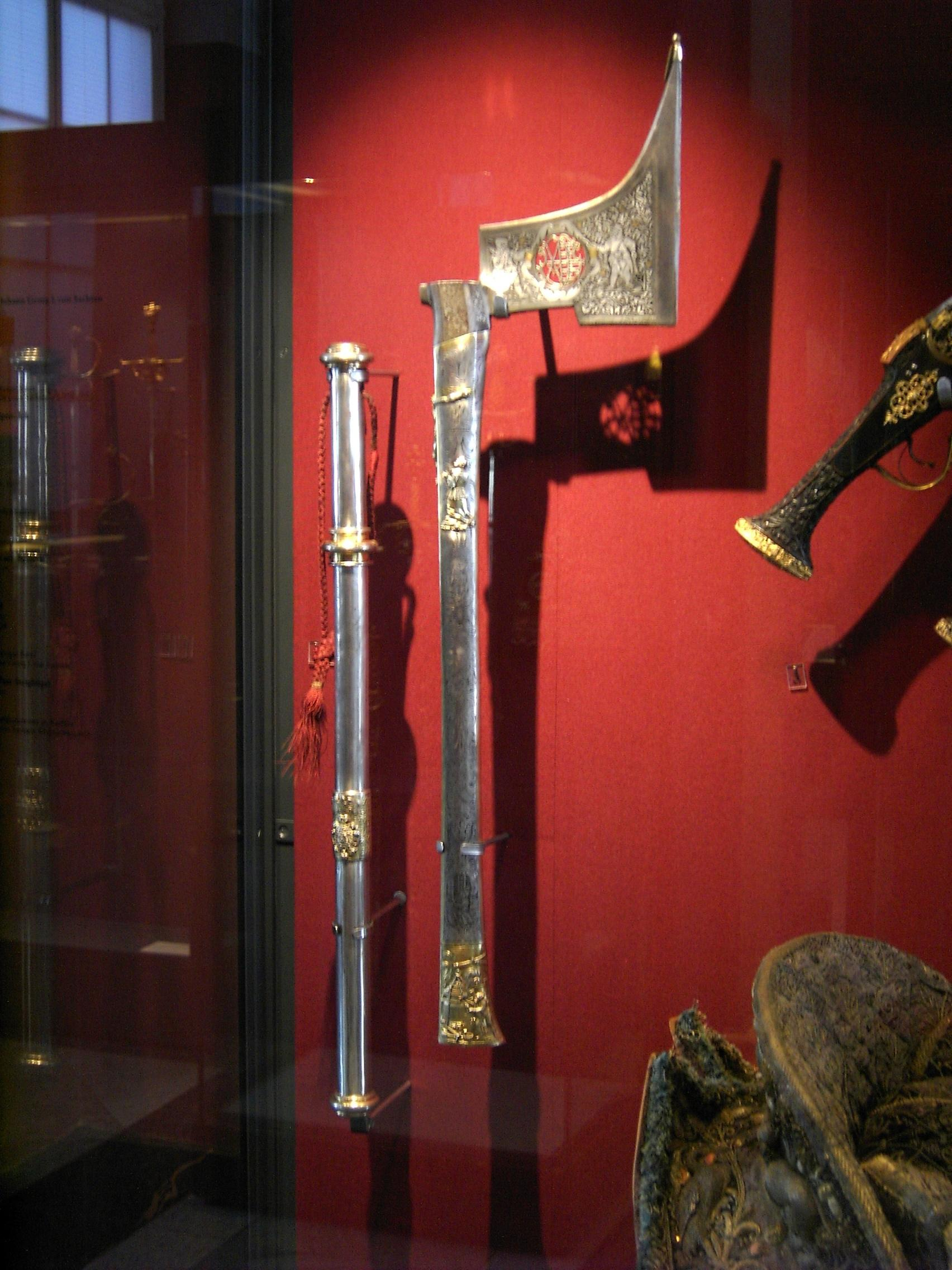
Barda górnicza w muzeum Rüstkammer w Dreźnie

Barda górnicza (także barta górnicza, niem. Bergbarte) – specjalna, zdobiona odmiana topora górniczego spełniająca rolę narzędzia pracy oraz funkcję militarną i paradną. Symbol typowy tylko dla górnictwa metali nieżelaznych w Saksonii.
Pierwotnie w XVII wieku bardy służyły jako narzędzie pracy, później zaczęły pełnić również funkcję militarną i paradną. Od początku XVIII wieku były noszone jedynie przez kopaczy i urzędników górniczych. Bardy, podobnie jak szpady i laski górnicze były oznaką stanu górniczego. Nosili je przy uroczystych okazjach jako ozdobę i część tradycyjnego munduru (niem. Berghabit) wyłącznie górnicy z Saksonii, wydobywający rudy metali: srebra, miedzi i ołowiu.

## Budowa
Topór wykonany na ogół z blachy żelaznej, ma kształt prostokąta z uskokiem w dolnej części, zaś w górnej części ostrza posiada charakterystyczny długi szpic zakończony ołowianą lub mosiężną kulką. Wewnątrz ma wycięte niewielkie otwory o kształcie krzyża lub liścia koniczyny. Na krańcach ostrza znajdują się zwykle dwie grupy okrągłych otworków. Drzewce wykonane są z rogu jelenia lub inkrustowanego drewna i kości słoniowej, na końcu zakrzywione na kształt stopy. Na ogół na stopce umieszczano herb dynastii Wettynów, a po przeciwnej stronie godło górnicze. Czasami umieszczano na niej daty wykonania topora i inicjały właściciela.

## Barda górnicza na obrazie Matejki
Na obrazie Bitwa pod Grunwaldem autorstwa Jana Matejki obok półnagiego mężczyzny mierzącego w pierś wielkiego mistrza zakonu krzyżackiego Ulricha von Jungingena włócznią świętego Maurycego (jest to replika włóczni ofiarowana księciowi Bolesławowi Chrobremu przez cesarza Ottona III podczas zjazdu gnieźnieńskiego w 1000 roku) stoi drugi wojownik, w czerwonym kapturze, który zamierza się na Jungingena trzymaną w prawej ręce bardą górniczą ze styliskiem kościanym (rogowym). W rzeczywistości barda nie mogła się znaleźć podczas bitwy 15 lipca 1410 i to w dłoni wojownika niższego stanu, ale Matejko często i świadomie dokonywał takiego zabiegu, starając się zawrzeć dodatkowe aluzje i znaki o znaczeniu symbolicznym. Być może Jan Matejko, malując obraz, miał okazję przyjrzeć się jej z bliska w Muzeum Narodowym w Krakowie i wykorzystać jako jeden z rekwizytów.